# Arundinella thwaitesii
Arundinella thwaitesii är en gräsart som beskrevs av Joseph Dalton Hooker. Arundinella thwaitesii ingår i släktet Arundinella och familjen gräs. Inga underarter finns listade i Catalogue of Life.